# My First Kiss
"My First Kiss" är en låt av musikduon 3OH!3 och den första singeln från deras tredje studioalbum, Streets of Gold. Låtens skrevs av Dr. Luke, Sean Foreman, Nathaniel Motte och Benny Blanco. Kesha var inte krediterad för sitt bidrag till låtens text, men hon fick sjunga i låten när 3OH!3 behövde en kvinnas röst till en vers. Låten producerades av Dr. Luke och Benny Blanco. Den handlar om att uppleva sin första kyss och utforska ytterligare delar av förhållandet.
Kritikernas mottagande av "My First Kiss" var blandat. Kesha berömdes av kritiker medan 3OH!3:s framträdande mottogs med blandade recensioner och vissa kallade de irriterande. Låten nådde topp tio i USA, Kanada och Storbritannien och nådde topp fyrtio i andra länder. I USA har låten sålt över 500 000 exemplar och certifierades guld av Recording Industry Association of America.
Låtens musikvideo handlar om första kyssen. Videon innehåller scener med folk som pussas och hånglar framför mångfärgade bakgrunder med 3OH!3:s logo. Låten har framförts på Regis and Kelly.

## Skrivande och inspiration
Sean Foreman och Nathaniel Motte skrev "My First Kiss" tillsammans med Dr. Luke och Benny Blanco, som också producerade låten. I en intervju med MTV, sa Foreman: "Låten handlar om en tjej som man verkligen gillar och berättelsen från ens första kyss till att man utforska ytterligare delar av förhållandet." Kesha skrev låtens huvudvers ("My first kiss went a little like this"). Versen fick 3OH!3 att vilja ha en kvinnlig röst på låten och Kesha blev då vald för det.

## Mottagande
Robert Copsey från Digital Spy skrev en negativ recension. Copsey berömde Kesha i hela låten och kallade henne "fräck (och en smula berusad)". Dock tyckte han att 3OH!3 var "bara irriterande". Fraser McAlpine från BBC skrev också en negativ recension. Han komplimenterade Keshas verser och tyckte hon "troligen [var bättre än 3OH!3] för att hon flirtar och de skriker". McAlpine gav låten två av fem stjärnor och kritiserade låten för att vara lik 3OH!3:s föregående singel "Don't Trust Me". Bill Lamb från About.com gav låten fyra av fem stjärnor och sa: "En del av mig vill tycka att det är här väldigt irriterande" men det spelar ingen roll eftersom "3OH!3 och Kesha är troligen de mest begåvade artisterna just nu".

## Listframgångar
"My First Kiss" debuterade på Billboard Hot 100 den 22 maj 2010 som nummer nio, vilket blev dess högsta position på listan. Samma vecka debuterade låten som nummer sju i Kanada, vilket också blev dess högsta position. I USA har singeln sålt över 500 000 exemplar och certifierades guld av Recording Industry Association of America (RIAA). I Australien debuterade låten som nummer tjugofem och nådde nummer tretton efter sju veckor på listan. Totalt tillbringade låten sjutton veckor på listan och certifierades guld av Australian Recording Industry Association (ARIA) för 35 000 sålda exemplar. I Storbritannien debuterade låten som nummer sju, vilket blev dess högsta position.

## Musikvideo
Musikvideon filmades i New York och regisserades av Isaac Ravishankara. Precis som låten handlar musikvideon om att kyssas. Foreman förklarade videons tema: "[och] videon är en lek med kyssar i allmänhet, och läppar, och att komma nära en mängd läppar och folk som kommer ut ur munnar och bara, liksom, riktigt coola övergångar."
I videon syns en mängd folk (geriatriker, punkare, lärare, sjömän, soldater, lesbiska kvinnor, nördar och rockare) som pussas, kysser varandra och hånglar. Videon är gjord av olika scener med mångfärgade bakgrunder. I de flesta scener hoppar 3OH!3 omkring och slår i luften mot kameran. När de sjunger sina verser syns ibland närbilder på läppar som mimar till låtens text. Kesha syns för det mesta i sin vers och när hon dansar omkring under refrängen.

## Låtlistor
| - Digital nedladdning 1. "My First Kiss" (Feat. Kesha) – 3:12 - Remix EP 1. "My First Kiss" (Gucci Mane Remix) (Feat. Kesha) – 3:12 2. "My First Kiss" (Chuckie Extended Version) (Feat. Kesha) – 7:34 3. "My First Kiss" (Innerpartysystem Remix) (Feat. Kesha) – 5:07 4. "My First Kiss" (Feat. Kesha) (Video) – 3:20 | - Brittisk EP 1. "My First Kiss" (Feat. Kesha) – 3:12 2. "My First Kiss" (Chuckie Remix) (Feat. Kesha) – 3:39 3. "My First Kiss" (Chuckie Extended Version) (Feat. Kesha) – 7:34 4. "My First Kiss" (Innerpartysystem Remix) (Feat. Kesha) – 5:07 5. "My First Kiss" (Skeet Remix) – 4:42 |

## Topplistor och certifikat
| Topplista (2010)      | Högsta position |
| --------------------- | --------------- |
| Australien            | 13              |
| Belgien (Flandern)    | 9               |
| Europa                | 23              |
| Irland                | 10              |
| Kanada                | 7               |
| Nya Zeeland           | 15              |
| Storbritannien        | 7               |
| USA Billboard Hot 100 | 9               |
| Österrike             | 28              |

| Land       | Certifikat |
| ---------- | ---------- |
| Australien | Guld       |
| USA        | Guld       |

## Utgivningshistorik
| Land           | Datum       | Format              |
| -------------- | ----------- | ------------------- |
| Australien     | 4 maj 2010  | Digital nedladdning |
| Kanada         | 4 maj 2010  | Digital nedladdning |
| Nya Zeeland    | 4 maj 2010  | Digital nedladdning |
| Norge          | 4 maj 2010  | Digital nedladdning |
| Irland         | 1 juli 2010 | Digital nedladdning |
| Storbritannien | 1 juli 2010 | Digital nedladdning |